# Hard-discount
 (octobre 2021).
Un hard-discount ou un maxidiscompte est un magasin libre-service à prédominance alimentaire qui se caractérise par des prix de vente en dessous de la moyenne, une petite surface de vente et un assortiment de produits restreint (en moyenne de 600 m2 pour moins de 1 000 produits).
En 2016, plusieurs sociétés d'études ont modifié la dénomination qu'elles utilisent pour qualifier ces distributeurs en France. La société Nielsen les qualifie désormais de « supermarchés à dominante marque propre » (ou SDMP) ; les sociétés Kantar TNS et IRI parlent, elles, d' « enseignes à dominante marque propre » (ou EDMP).

## Histoire

### Fin des années 1940: les origines
Apparu en 1948 en Allemagne grâce aux frères Theo Albrecht et Karl Albrecht, fondateurs d'Aldi, le hard-discount connaît un essor depuis la fin des années 1960 en Allemagne avec des enseignes comme Lidl, Norma et Aldi puis, à la fin des années 1980, dans d'autres pays européens.

### Depuis 2010: un modèle en perte de vitesse
En 2010, Auchan ouvre le plus grand hypermarché hard-discount de France et transforme son magasin de Mulhouse, alors le moins performant du groupe, en Prixbas by Auchan. Il propose un grand assortiment de produits premier prix et à marque de distributeur (entre 28 000 et 30 000 références),. Déçu des résultats, Auchan décide en 2015 de mettre un terme à l'expérience et met en location-gérance le magasin.
Au cours des années 2010, les enseignes de hard-discount voient leur développement ralentir. Les enseignes traditionnelles appréhendent mieux le modèle économique du hard-discount et diversifient leur offre pour répondre aux attentes des consommateurs. Ces dernières ouvrent par exemple des rayons hard-discount qui reprennent les mêmes codes que les hard-discounters : des prix bas grâce à un assortiment de produits limité et une mise en rayon des produits simplifiée. Elles créent également des rayons vrac en libre-service où les clients peuvent choisir la quantité des produits qu'ils souhaitent acheter[réf. nécessaire].

## Modèle économique
Le principe du hard-discount repose sur un assortiment limité, de marque propre ou non, une maîtrise des coûts de fonctionnement et une simplification des processus. Ceci implique une mise en scène - présentation, animation - limitée et une plus grande polyvalence professionnelle des travailleurs par rapport aux supermarchés de même taille.
La maîtrise des coûts vise à fidéliser les clients par le prix de vente en appliquant des taux de marque bas, par rapport aux commerces de proximité et aux magasins de même taille. Le business model ainsi construit permet à de petites structures avec une zone de chalandise restreinte de prospérer, contrairement à celui des hypermarchés, basé sur des économies d'échelle qui a besoin d'une plus grande zone de chalandise.

## Le marché français du hard-discount

### Le marché
Les enseignes de hard-discount ont connu des années de croissance soutenue en France, au moins depuis la crise économique de 1993 jusqu'en 2004, année au cours de laquelle elles ont atteint une part de marché de 13 % des grandes et moyennes surfaces. Depuis 2004, leur part de marché plafonne, malgré l'ouverture de nouveaux magasins (par exemple 250 en 2006) et la progression des dépenses publicitaires.
La croissance du hard-discount a été freinée par la réaction de la grande distribution classique (Carrefour, E. Leclerc, Auchan) qui a segmenté ses gammes et vend, depuis, des gammes de produits premiers prix.
La part de marché du hard-discount en France reste donc bien en dessous de celle constatée en Allemagne (42 % des ventes de produits alimentaires), patrie d'origine du concept.

### Les enseignes
En France, en 2007 le hard-discount représente 13,1 % des parts de marché des grandes et moyennes surfaces.
Le marché français se répartit principalement entre 5 enseignes de hard-discount en 2007 :
- Lidl  Allemagne
- Leader Price (Groupe Casino)  France
- Aldi  Allemagne
- Netto (1 %) (Les Mousquetaires)  France
- Norma  Allemagne
- Action  Pays-Bas
- Costco  États-Unis
- Normal (chaîne de magasins)  Danemark
- Mere (enseigne)  Russie
- Ed  France

Depuis le 26 octobre 2012, Lidl a annoncé se retirer du hard-discount.
Début mai 2014, le groupe espagnol qui détient l'enseigne Dia informe qu'il met en vente ses magasins français, à la suite d'une baisse du chiffre d'affaires. Deux grands groupes se proposeraient à la reprise des commerces.

## Spéculations diverses sur l'alimentation hard-discount
En France en mars 2010, un avis du Conseil national de l'alimentation (CNA) conclut que les produits alimentaires premiers prix ne sont pas « moins bons sur le plan nutritionnel que ceux vendus par les marques ».

## Critiques
Voir l'article « Low cost », concernant le modèle économique « bas coût » et ses conséquences.

### Filmographie
- Nos vies discount, documentaire de 52 min réalisé par Frédéric Brunnquell, AMIP-multimedia, 2012 (diffusé sur France 2 le 29 janvier 2013). Ce film s'intéresse aux conséquences socioéconomiques de plusieurs entreprises discount, dont Lidl et ALDI.